# Sonja Lumme
Sonja Lumme (Kristinestad, 6 oktober 1961) is een Fins zangeres.

## Biografie
Lumme bracht haar eerste album uit in 1984. Haar grote doorbraak in eigen land volgde een jaar later, door haar deelname aan de Finse preselectie voor het Eurovisiesongfestival. Met het nummer Eläköön elämä ging ze met de zegepalm aan de haal, waardoor ze haar vaderland mocht vertegenwoordigen op het Eurovisiesongfestival 1985 in het Zweedse Göteborg. Daar eindigde ze op de negende plaats. Drie jaar later waagde ze opnieuw haar kans in de Finse preselectie, gevolgd door een derde poging een jaar later. Het zou echter bij één passage op het Eurovisiesongfestival blijven.